# Tholozodium ocellatum
Tholozodium ocellatum is een pissebed uit de familie Sphaeromatidae. De wetenschappelijke naam van de soort is voor het eerst geldig gepubliceerd in 1980 door Eleftheriou, Holdich & Harrison.